# 文天祥祠 (温州)
文天祥祠又名文信国公祠、文丞相祠，位于中国浙江省温州市鹿城区江心屿东首、江心寺东侧，为祭祀南宋文学家、政治家文天祥的祠堂，杜浒、徐臻从祀。南宋德祐二年（1276）正月，文天祥受命出使元营谈判被扣留，在解送途中逃脱，后辗转泛海南行，四月至温州，留居江心屿一个月，期间曾作《北归宿中川寺》。该祠始建于明成化十八年（1482），后多次重修，现存为晚清建筑，坐北朝南，由门厅、正厅和东西廊屋组成，门厅与正厅面阔均为三间，门厅为硬山顶，正厅为悬山顶。